# Liste des sites Natura 2000 d'Eure-et-Loir

Cet article recense les sites Natura 2000 d'Eure-et-Loir, en France.

## Statistiques
L'Eure-et-Loir compte en 2016 six sites classés Natura 2000.
Quatre bénéficient d'un classement comme site d'importance communautaire (SIC), deux comme zone de protection spéciale (ZPS).

## Liste
| Site                                                             | Type | Superficie (ha) | Communes d'Eure-et-Loir | Fiche     | Coordonnées                      | Photo                                                |
| ---------------------------------------------------------------- | ---- | --------------- | --- | --------- | -------------------------------- | ---------------------------------------------------- |
| Arc forestier du Perche d'Eure-et-Loir                           | SIC  | +00522,         | Champrond-en-Gâtine, Chapelle-Fortin, Favril, Ferté-Vidame, Fontaine-Simon, Friaize, Manou, Montireau, Pontgouin, Puisaye, Saint-Maixme-Hauterive, Saint-Maurice-Saint-Germain, Senonches, Thimert-Gâtelles. | FR2400550 | 48° 34′ 48″ nord, 0° 58′ 53″ est | Chêne Les trois frères, rond d'Angoulême, Senonches. |
| Cuesta cénomanienne du Perche d'Eure-et-Loir                     | SIC  | +00350,         | Argenvilliers, La Bazoche-Gouet, Beaumont-les-Autels, Béthonvilliers, Brunelles, Chapelle-Guillaume, Charbonnières, Combres, Coudray-au-Perche, Coudreceau, Frétigny, Happonvilliers, Marolles-les-Buis, Miermaigne, Montireau, Moulhard, Saint-Denis-d'Authou, Saint-Éliph, Saint-Victor-de-Buthon, Soizé, Vaupillon, Vichères. | FR2400551 | 48° 21′ 06″ nord, 1° 00′ 09″ est | Vue aérienne de Coudray-au-Perche.                   |
| Vallée de l'Eure de Maintenon à Anet et vallons affluents        | SIC  | +00752,         | Abondant, Anet, Armenonville-les-Gâtineaux, Aunay-sous-Auneau, Aunay-sous-Crécy, Auneau, Bailleau-Armenonville, Béville-le-Comte, Bleury, Boncourt, Bréchamps, Charpont, Chaudon, Chaussée-d'Ivry, Cherisy, Coulombs, Croisilles, Dreux, Écluzelles, Garnay, Guainville, Jouy, Levainville, Lormaye, Luisant, Luray, Maintenon, Marville-Moutiers-Brûlé, Mézières-en-Drouais, Montreuil, Néron, Nogent-le-Roi, Oinville-sous-Auneau, Ouerre, Oulins, Pierres, Roinville, Rouvres, Sainte-Gemme-Moronval, Saint-Lubin-de-la-Haye, Saint-Prest, Saint-Rémy-sur-Avre, Saulnières, Sorel-Moussel, Tréon, Vacheresses-les-Basses, Vert-en-Drouais, Villemeux-sur-Eure, Villiers-le-Morhier. | FR2400552 | 48° 46′ 27″ nord, 1° 24′ 48″ est |                                                      |
| Vallée du Loir et affluents aux environs de Châteaudun           | SIC  | +01 310,        | « L'information 'communes consultées' est en cours de validation. » (6 juillet 2014) | FR2400553 | 48° 06′ 53″ nord, 1° 24′ 17″ est |                                                      |
| Beauce et vallée de la Conie (Eure-et-Loir : 96 %, Loiret : 4 %) | ZPS  | +71 753,        | Allaines-Mervilliers, Baigneaux, Baignolet, Bazoches-en-Dunois, Bazoches-les-Hautes, Boisville-la-Saint-Père, Bonneval, Châteaudun, Civry, Conie-Molitard, Cormainville, Courbehaye, Dancy, Denonville, Donnemain-Saint-Mamès, Fains-la-Folie, Flacey, Fontenay-sur-Conie, Fresnay-l'Évêque, Germignonville, Gouillons, Guilleville, Guillonville, Jallans, Levesville-la-Chenard, Loigny-la-Bataille, Louville-la-Chenard, Lumeau, Lutz-en-Dunois, Marboué, Mervilliers, Moinville-la-Jeulin, Moléans, Mondonville-Saint-Jean, Morainville, Moutiers, Neuvy-en-Beauce, Nottonville, Orgères-en-Beauce, Ouarville, Péronville, Prasville, Réclainville, Saint-Christophe, Saint-Cloud-en-Dunois, Saint-Léger-des-Aubées, Saint-Maur-sur-le-Loir, Sancheville, Santeuil, Terminiers, Tillay-le-Péneux, Trancrainville, Varize, Viabon, Villampuy, Villiers-Saint-Orien, Voise, Voves, Ymonville. | FR2410002 | 48° 12′ nord, 1° 42′ est         |                                                      |
| Forêts et étangs du Perche (Eure-et-Loir : 45 %, Orne : 55 %)    | ZPS  | +47 681,        | Ardelles, Belhomert-Guéhouville, Champrond-en-Gâtine, La Chapelle-Fortin, Châteauneuf-en-Thymerais, Chuisnes, Les Corvées-les-Yys, Digny, Favril, La Ferté-Vidame, Fontaine-les-Ribouts, Fontaine-Simon, La Framboisière, Friaize, Happonvilliers, Jaudrais, Lamblore, Landelles, Louvilliers-lès-Perche, Maillebois, La Mancelière, Manou, Montireau, Montlandon, Nonvilliers-Grandhoux, Pontgouin, La Puisaye, Les Ressuintes, Saint-Ange-et-Torçay, Saint-Denis-des-Puits, Saint-Éliph, Saint-Jean-de-Rebervilliers, Saint-Maixme-Hauterive, Saint-Maurice-Saint-Germain, Saint-Sauveur-Marville, Saint-Victor-de-Buthon, La Saucelle, Senonches, Le Thieulin, Thimert-Gâtelles. N.B. : toutes les communes du SIC « Arc forestier du Perche d'Eure-et-Loir » (en gras) sont parties prenantes de cette ZPS.                                                                                 | FR2512004 | 48° 34′ 29″ nord, 0° 49′ 19″ est |                                                      |